# Użwenty
Użwenty (lit. Užventis) – miasto na Litwie, położone w okręgu szawelskim, 25 km od Kielm w rejonie kielmskim. Były stolicą jednego z traktów Księstwa Żmudzkiego.
W roku 1609 król Zygmunt III Waza ufundował drewniany kościół. W 1703 wystawiono ponownie drewniany kościół św. Marii Magdaleny na tym samym miejscu. Jest to jeden z najstarszych i największych zachowanych drewnianych kościołów na Litwie z cennym barokowym wyposażeniem wnętrza. Prawa miejskie nadał miejscowości w 1746 król August III Sas.
Podczas okupacji hitlerowskiej, na początku lipca 1941 roku Litwini utworzyli getto dla żydowskich mieszkańców. Przebywało w nim około 200 osób. 30 lipca 1941 roku zlikwidowano getto, a Żydów zamordowano w lesie Želviai. Sprawcami zbrodni byli policjanci litewscy. 

## Zabytki
- Kościół św. Marii Magdaleny
- Drewniana plebania z 1838, zbudowana w stylu dworu żmudzkiego[4].